# Samantha Ko
Samantha Ko (traditionell kinesiska: 高海寧, förenklad kinesiska: 高海宁, pinyin: Gāo Hǎiníng), född 13 januari 1987 i Nanjing, är en kinesiskfödd skådespelerska och fotomodell, verksam i Hongkong.

## Filmer
- 72 Tenants of Prosperity (2010)
- Perfect Wedding (2010)
- Beauty on Duty! (2010)
- I Love Hong Kong (2011)
- Delete My Love (2014)
- From Vegas to Macau II (2015)
- Never Too Late (2017)
- The Sexy Guys (2019)

## TV-serier (urval)
| Årtal     | Titel                       | Roll                        |
| --------- | --------------------------- | --------------------------- |
| 2010      | Some Day                    | Chou Mei-mei                |
| 2010      | Every Move You Make         | Annie Leung                 |
| 2011      | Forensic Heroes III         | Lam Yuen-yuen (Tracy)       |
| 2012      | Gloves Come Off             | Daisy                       |
| 2012      | The Last Steep Ascent       | Cheung Yim-ping             |
| 2012-2013 | Friendly Fire               | Kei Mo Chi (KiKi)           |
| 2013      | Will Power                  | Elly/ Yip Ngai- Lai         |
| 2013      | Bounty Lady                 | Sing Fa Yui/Mika S./Yui Yui |
| 2014      | Outbound Love               | Wong Kei-ying               |
| 2014      | Line Walker                 | Lam Hei-mei                 |
| 2014      | All That Is Bitter Is Sweet | Pian Pian                   |
| 2014      | Come Home Love              | Ling Lei (Lovely)           |
| 2015      | Eye in the Sky              | Lam Ling (Agatha)           |
| 2016      | Love as a Predatory Affair  | Ko Kwai-fun (Hestia)        |
| 2017      | My Unfair Lady              | Tin Mut                     |
| 2017      | Bet Hur                     | Ching Siu-buk               |
| 2018      | Flying Tiger                | Lui Wai-wan                 |
| 2018      | Who Wants A Baby            | Hui Ching (Katrina)         |
| 2019      | My Commissioned Lover       | Bui King-jee                |
| 2020      | Death By Zero               | Lam SumSum                  |
| 2020      | On-Lie Game                 | Cheung Hui (Vincy)          |
| 2020      | Al Cappuccino               | Angel                       |